# Station Rickmansworth
Rickmansworth is een station van de metro van Londen en National Rail aan de Metropolitan Line. Het metrostation, dat in 1887 is geopend, ligt in de plaats Rickmansworth.

## Geschiedenis
De lijn naar Rickmansworth werd goedgekeurd in 1880 en het station werd op 1 september 1887 geopend als het eindpunt van de verlenging van de Metropolitan Railway (MR) ten westen van Pinner. De MR wilde in 1880 haar westlijn via Chesham bij Tring laten uitkomen op de West Coast Mainline, maar besloot tijdens de bouw van de lijn tot Rickmansworth om een andere route door de Chilterns te kiezen. Het traject tot Chesham werd in 1889 toch voltooid als zijtak en in 1892 volgde de gewijzigde route door de Chilterns naar Aylesbury. De Great Central Railway (GCR) werd in 1898 vanuit het noorden bij Quainton Road op de MR aangesloten. Hierdoor kon de GCR over de sporen van de MR doorrijden tot Marylebone in het centrum van Londen en ontstond een gemengd trein/metro verkeer. In 1906 nam GCR eigen sporen ten zuiden van Harrow in gebruik tussen  Aylesbury en Neasden, waarna alleen nog stoptreinen tussen het metroverkeer reden.  
In het interbellum voerde de MR een moderniseringsprogramma door, in het kader hiervan werd in 1925 de lijn ten oosten van Rickmansworth geëlektrificeerd en kwam er een aftakking naar Watford. De elektrificatie van Rickmansworth was op 5 januari 1925 gereed waarmee het het station werd waar de locwissel tussen elektrisch en stoom plaatsvond. De stoomlocomotieven ten noorden van Rickmansworth werden geleverd door de LNER. In samenhang met de zijlijn naar Watford werd een kopspoor aan de oostzijde van het stationsgebouw langs het perron gebouwd vanwaar een pendeldienst naar Watford werd onderhouden. In 1933 werd het OV in Londen genationaliseerd in de London Passenger Transport Board (LPTB) die de MR als Metropolitan Line voortzette. LPTB kwam met het New Works Programme 1935-1940 om knelpunten in het metronet aan te pakken en nieuwe woonwijken op de metro aan te sluiten. Een van de verbeteringen was de elektrificatie tot Aylesbury hetgeen door het uitbreken van de Tweede Wereldoorlog echter niet werd uitgevoerd. 
De treindiensten werden in 1948 genationaliseerd in British Railways en tussen juni 1958 en juli 1962 werden de bouw van extra sporen ten oosten van Rickmansworth en de elektrificatie naar het westen alsnog uitgevoerd, zij het dat Amersham het nieuwe eindpunt van de metro, en daarmee van de elektrificatie, werd. De elektrificatie ten westen van Rickmansworth was op 12 september 1960 gereed en op 10 september 1961 staakte de underground haar diensten ten westen van Amersham waarmee ook een einde kwam aan de stoomtractie bij Rickmansworth. London Underground bestelde als onderdeel van de elektrificatie het zogeheten  Amersham-materieel. De stoptreinen tussen Aylesbury en Marylebone werden sindsdien door British Rail verzorgd. De pendeldienst Rickmansworth-Watford werd gestaakt en de door elektrische locomotieven getrokken metro's werden vervangen door de Amershamstellen. 
In 1987 werd de pendeldienst naar Watford hervat, al omvatte die slechts een rit, 's morgens vroeg naar Watford en 's avonds terug. De instroom van S8 materieel betekende dat deze pendeldienst werd doorgetrokken tot Amersham. Rickmansworth is nog steeds een van de weinige standplaatsen van  machinisten aan de Metropolitan Line. De meeste metrostellen die naar het noorden rijden hebben volgens dienstregeling een wachttijd van ongeveer vijf minuten bij Rickmansworth om van treinpersoneel te wisselen. Rickmansworth herbergt het hoofdkwartier van de dienstuitvoering op het noordelijke deel van de Metropolitan Line en de verkeersleiding bewaakt het verkeer op de lijn van Northwood naar Watford en Chorleywood. Veel metro's eindigen 's avonds in Rickmansworth en worden dan gestald op de opstelsporen ten oosten van het station.
In 2018 werd aangekondigd dat het station in 2022 rolstoeltoegankelijk zou zijn als onderdeel van een investering van £ 200 miljoen om het aantal rolstoeltoegankelijke stations van de Londense metro te vergroten.

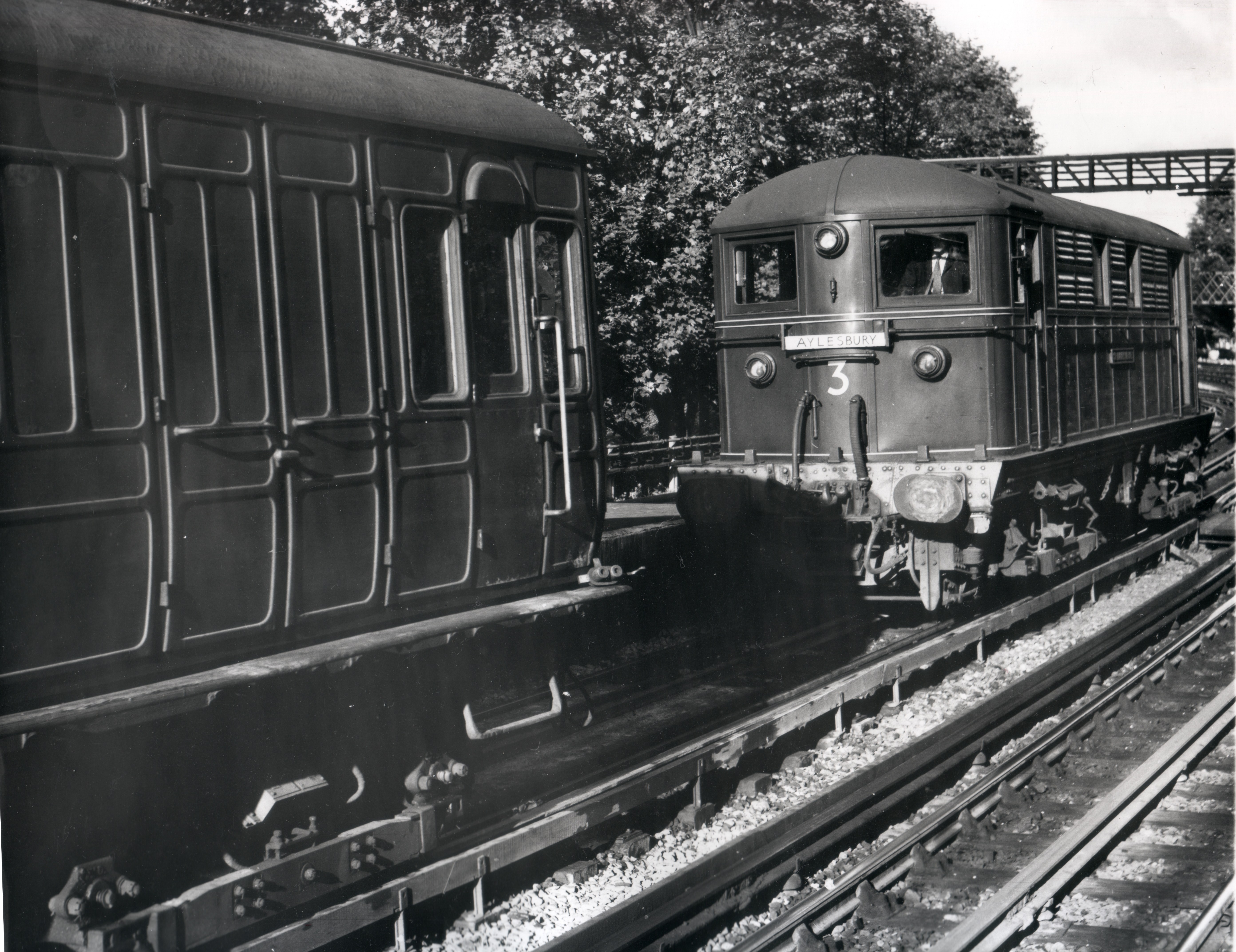
Locwissel in Rickmansworth op 26 augustus 1961.
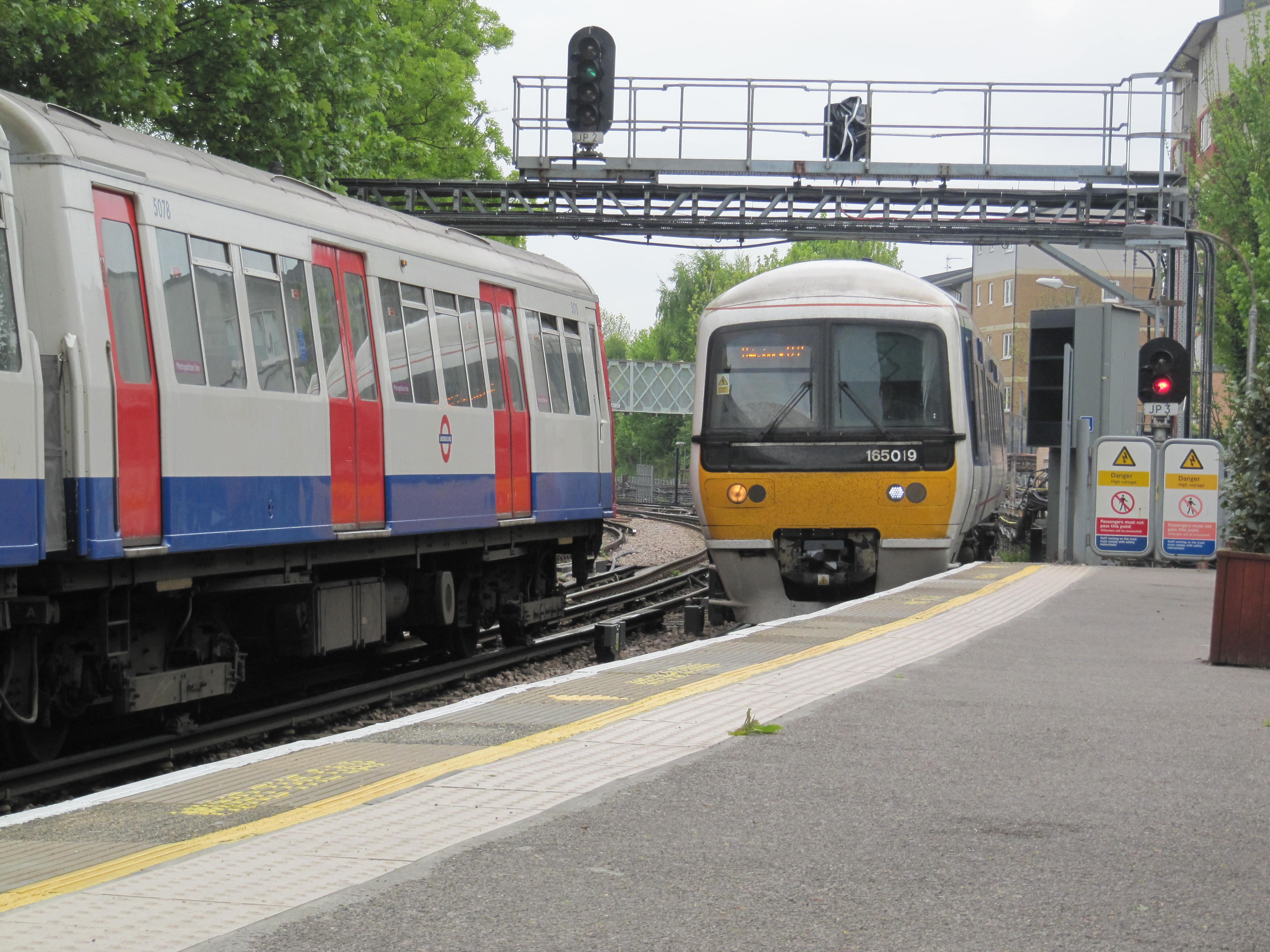
Metro en trein kruisen elkaar bij Rickmansworth op 16 mei 2010.
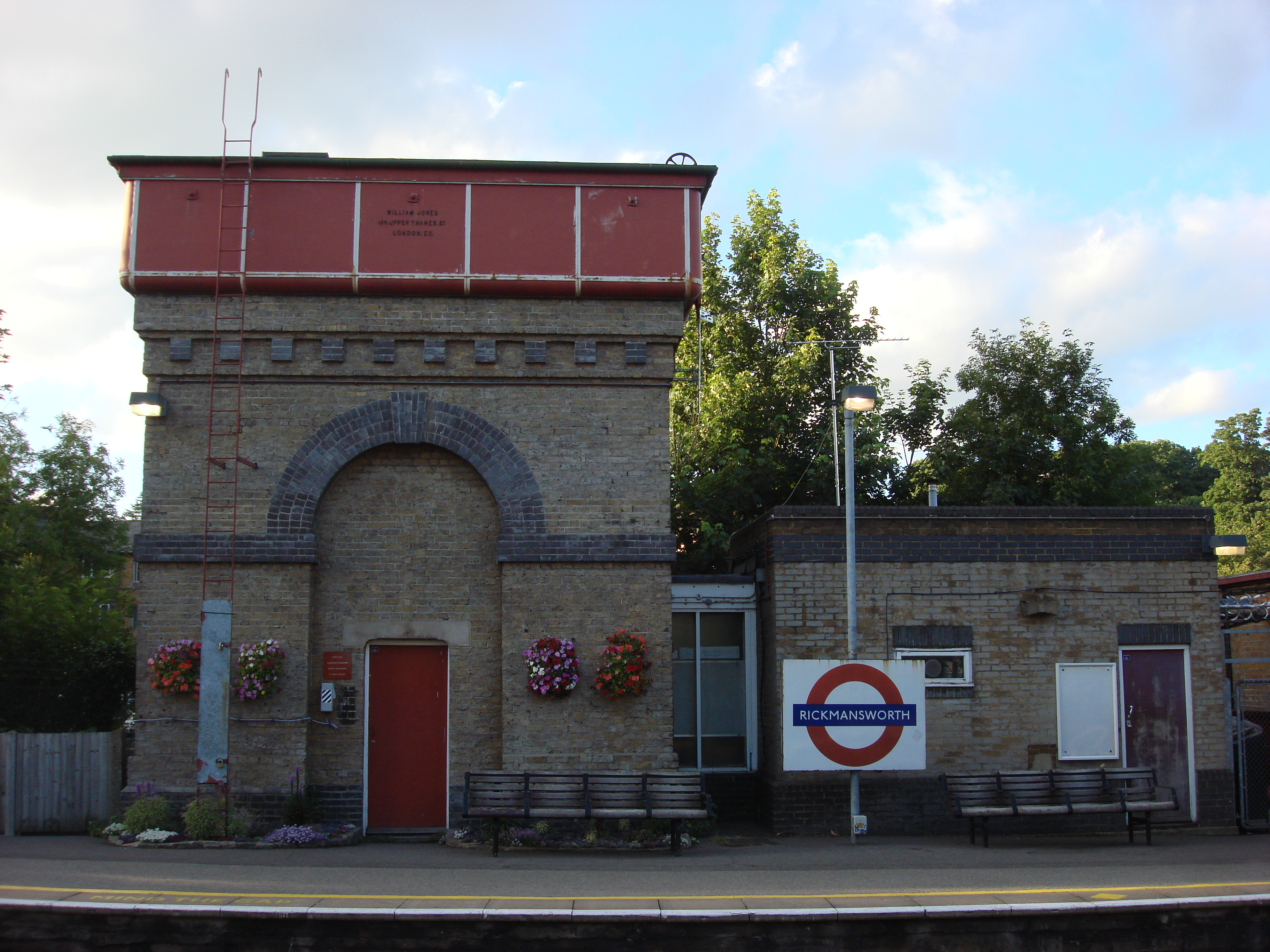
De watertoren uit het stoomtijdperk.

## Reizigersdienst
De Underground en Chiltern Railways delen de twee doorgaande sporen in het station. De Metropolitan Line rijdt om en om naar Amersham en Chesham met elk twee ritten per uur. In omgekeerde richting zijn er tijdens de daluren vier ritten per uur naar Baker Street die in de spits doorrijden tot Aldgate. Daarnaast is er een beperkte dienst tussen Rickmansworth en Watford die gebruik maakt van de 'North Curve' van het spoor, in de dienstregeling van 2021 zijn er twee vroeg in de ochtend en één laat in de avond. De treindiensten worden verzorgd door Chiltern Railways tussen Marylebone en Aylesbury via Harrow-on-the-Hill. Het is een van de weinige Londense metrostations buiten Groot-Londen en bevindt zich daarom in Travelcard Zone 7. Het station is een goede locatie om uit te stappen om de Chess Valley te verkennen. 